# Коленово (Ярославская область)
Коленово — деревня Ростовского района Ярославской области, входит в состав сельского поселения Петровское.

## География
Расположена близ автодороги М-8 «Холмогоры» в 7 км на юго-запад от посёлка Петровское и в 28 км на юго-запад от Ростова.

## История
В конце XIX — начале XX деревня входила в состав Перовской волости Ростовского уезда Ярославской губернии. В 1885 году в селе было 24 дворов.
С 1929 года деревня входила в состав Любилковского сельсовета Ростовского района (позднее — центр сельсовета), в 1935—1959 годах — в составе Петровского района, с 2005 года — в составе сельского поселения Петровское.

## Население
| 1859 | 2007 | 2010 |
| ---- | ---- | ---- |
| 114  | ↗704 | ↘569 |

### Известные жители
- Смирнов, Владимир Васильевич (1902—1943) — лётчик, Герой Советского Союза (1940).

## Инфраструктура
В деревне имеются дом культуры, фельдшерско-акушерский пункт, детский сад №19, средняя школа №1, магазин продуктов «Авокадо», магазин тротуарной плитки «Петровский камень». На территории завода ЖБИ действует площадка для стоянки большегрузного транспорта, шиномонтаж, автосервис, гостиница, кафе.

## Общественный транспорт
Коленово обслуживается проходящими автобусными маршрутами №№ 029 Москва (автовокзал «Центральный») — Кострома, 057 Ярославль — Москва (автовокзал «Северные ворота»), 111 Ростов — Лесной (отдельные рейсы выполняются с заездом в Горный), 501 Переславль-Залесский — Ярославль, 972 Рыбинск — Москва (автовокзал «Центральный»), 4988 Москва (автовокзал «Центральный») — Рыбинск. Остановка общественного транспорта «Коленово» находится на Ярославском шоссе.